# デグラッセ

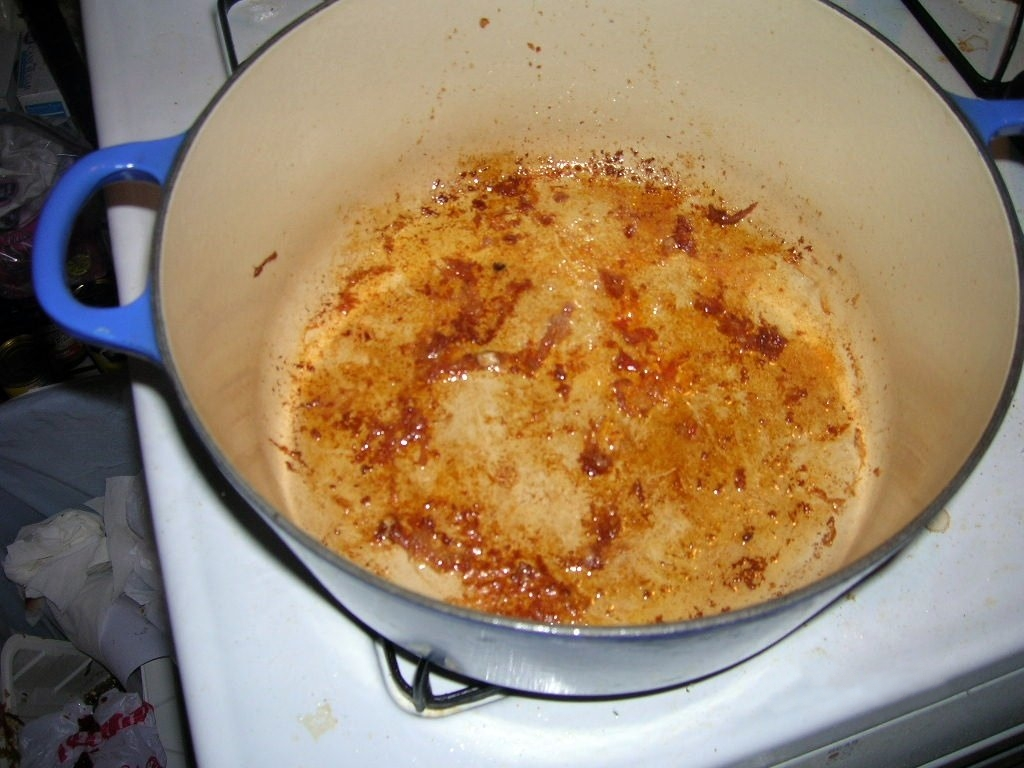
豚肉を焼いたときの焦げ付き

デグラッセ（フランス語: déglaçer）はフランス料理における調理技法の1つ。
肉などの食材を鍋やフライパンで焼いた際にできる焦げ付いた部分を水やワインを加えて溶かしこむ技法のこと。こうして得られた液体はスープやソースに用いられ、食材の濃厚なうま味を加えることに役立つ。
1つの鍋で肉などの表面を焼き、そのまま液体を足して煮込むような場合には、意図せずにデグラッセを行っているとも言える。
また、デグラッセを行う前に余計な油分、脂分を取り除くことをデグレッセ（フランス語: dégraisser）と呼ぶ。